# Gulnara Yusupova
Gulnara Yusupova est une biochimiste et directrice de recherche à l’Institut de génétique et de biologie moléculaire et cellulaire (IGBMC) de Strasbourg. Elle est récipiendaire du prix Recherche 2013 de l'Inserm.

## Biographie
Gulnara Yusupova est née le 2 août 1958 au Kazakhstan.
De 1975 à 1980, elle prépare et obtient un master en biochimie et biologie moléculaire à l'université d'État de Moscou. De 1980 à 1986, elle prépare et obtient un doctorat de biochimie et biologie moléculaire à l'université d'État de Moscou.

## Distinctions et récompenses
- Prix Recherche de l'Inserm (2013)
- Prix Gregori-Aminoff (2012)
- Chevalier de la Légion d'honneur (2017)